# Luis Cordero (futbolista)
Luis Cordero (Lima, 8 de abril de 1981) es un exfutbolista y entrenador peruano. Jugaba de centrocampista y actualmente dirige a Carlos A. Mannucci que participa en la Liga 2.

## Trayectoria
Se inició en Universitario de Deportes, llamado a ser una de las grandes "joyitas" del club, que finalmente no se dio, aun así fue parte del tricampeonato con el cuadro merengue. En el 2004 consigue la clasificación a la Copa Sudamericana 2005 con Universitario de Deportes En el 2006 desciende con Unión Huaral.
Logró el ascenso de la Universidad César Vallejo tras ganar el torneo de Segunda División, con el elenco trujillano hizo grandes temporadas, logra clasificar a la Copa Sudamericana 2010 y Copa Sudamericana 2011. En el 2011 salió campeón con el Jose Gálvez en la Segunda División del Perú siendo pieza fundamental en el elenco chimbotano. Gana la Copa Perú 2012 con el UTC de Cajamarca siendo una de las figuras del equipo.
En 2014 es elegido como uno de los mejores mediocampistas de la Segunda División Peruana. En el 2016 logra una destaca campaña con el Carlos Mannucci.

## Clubes como jugador
| Club                       | País | Año         |
| -------------------------- | ---- | ----------- |
| Universitario de Deportes  | Perú | 1998 - 2001 |
| Alianza Atlético           | Perú | 2002        |
| FBC Melgar                 | Perú | 2002        |
| Unión Huaral               | Perú | 2003        |
| Universitario de Deportes  | Perú | 2004        |
| Unión Huaral               | Perú | 2005 - 2006 |
| Universidad César Vallejo  | Perú | 2007 - 2010 |
| José Gálvez FBC            | Perú | 2011        |
| Univ. Técnica de Cajamarca | Perú | 2012        |
| Carlos A. Mannucci         | Perú | 2013 - 2014 |
| Alianza Universidad        | Perú | 2015        |
| Carlos A. Mannucci         | Perú | 2016        |

## Clubes como entrenador
| Club                          | País | Año         |
| ----------------------------- | ---- | ----------- |
| Alfonso Ugarte de Chiclín     | Perú | 2017        |
| Deportivo El Inca             | Perú | 2018 - 2019 |
| Racing Club                   | Perú | 2020        |
| Carlos A. Mannucci (femenino) | Perú | 2021        |
| Racing Club                   | Perú | 2021        |
| Carlos A. Mannucci (femenino) | Perú | 2022        |
| Deportivo El Inca             | Perú | 2024 -      |

## Palmarés

### Campeonatos nacionales
| Título                    | Club                       | País | Año  |
| ------------------------- | -------------------------- | ---- | ---- |
| Primera División del Perú | Universitario de Deportes  | Perú | 1998 |
| Primera División del Perú | Universitario de Deportes  | Perú | 1999 |
| Primera División del Perú | Universitario de Deportes  | Perú | 2000 |
| Segunda División del Perú | Universidad Cesar Vallejo  | Perú | 2007 |
| Torneo del Inca           | José Gálvez                | Perú | 2011 |
| Segunda División del Perú | José Gálvez                | Perú | 2011 |
| Copa Perú                 | Univ. Técnica de Cajamarca | Perú | 2012 |

### Distinciones individuales
| Distinción                                                                             | Año  |
| -------------------------------------------------------------------------------------- | ---- |
| Incluido en el equipo ideal de la Copa Perú según el portal periodístico DeChalaca.com | 2012 |